# Skinny (chiffrement)
Pour les articles homonymes, voir Skinny.
Skinny est une famille de chiffrement par bloc créée en 2016 dont l'objectif est de concurrencer le chiffrement Simon rendu public par la NSA en 2013.